# Законодавчий палац (Перу)
Законодавчий палац Перу в місті Ліма (ісп. Palacio Legislativo) — адміністративна будівля, де розташовані робочі приміщення Конгресу Перу. Палац розміщений перед площею Болівара в історичному центрі Ліми.

## З історії будівлі
Перший законодавчий орган Перу зібрався 1822 року, він проводив засідання у пристосованих приміщеннях. 
На початку 1900-х років вирішено збудувати окрему будівлю для парламенту. Плани палацу розробив французький архітектор Еміль Робер. 1904 року, під час першого президентства Хосе Пардо, почалися будівельні роботи. 
Будівництво палацу здійснювалося у кілька етапів. Під керівництвом Еміля Робера було збудовано частину палацу із сесійною залою палати депутатів; цю частину відкрили 24 вересня 1908 року. 
Палата депутатів почала збиратися в новій будівлі з 1912 року, коли було завершено лише сектор сесійної палати та «Зал втрачених сходів». 
Продовження роботи над палацом з 1912 року доручили групі архітекторів, серед яких був поляк (уродженець Херсонської губернії) Ришард (Рікардо) Якса-Малаховський. Якса-Малаховський дещо переробив проєкт Еміля Робера.  
У 1919 році було частково завершено будівництво палацу. Сенат отримав свої приміщення у Законодавчому палаці в 1938 році, коли було повністю завершено будівництво території, призначеної для Сенату. Діяльність Сенату у новому приміщенні розпочалася з проведення «VII Панамериканської конференції». 